# 長地村
長地村（おさちむら）は長野県諏訪郡にあった村。概ね現在の岡谷市長地各町および下諏訪町社にあたる。

## 地理
- 山：二ツ山
- 湖沼：諏訪湖
- 河川：砥川、横河川

## 歴史

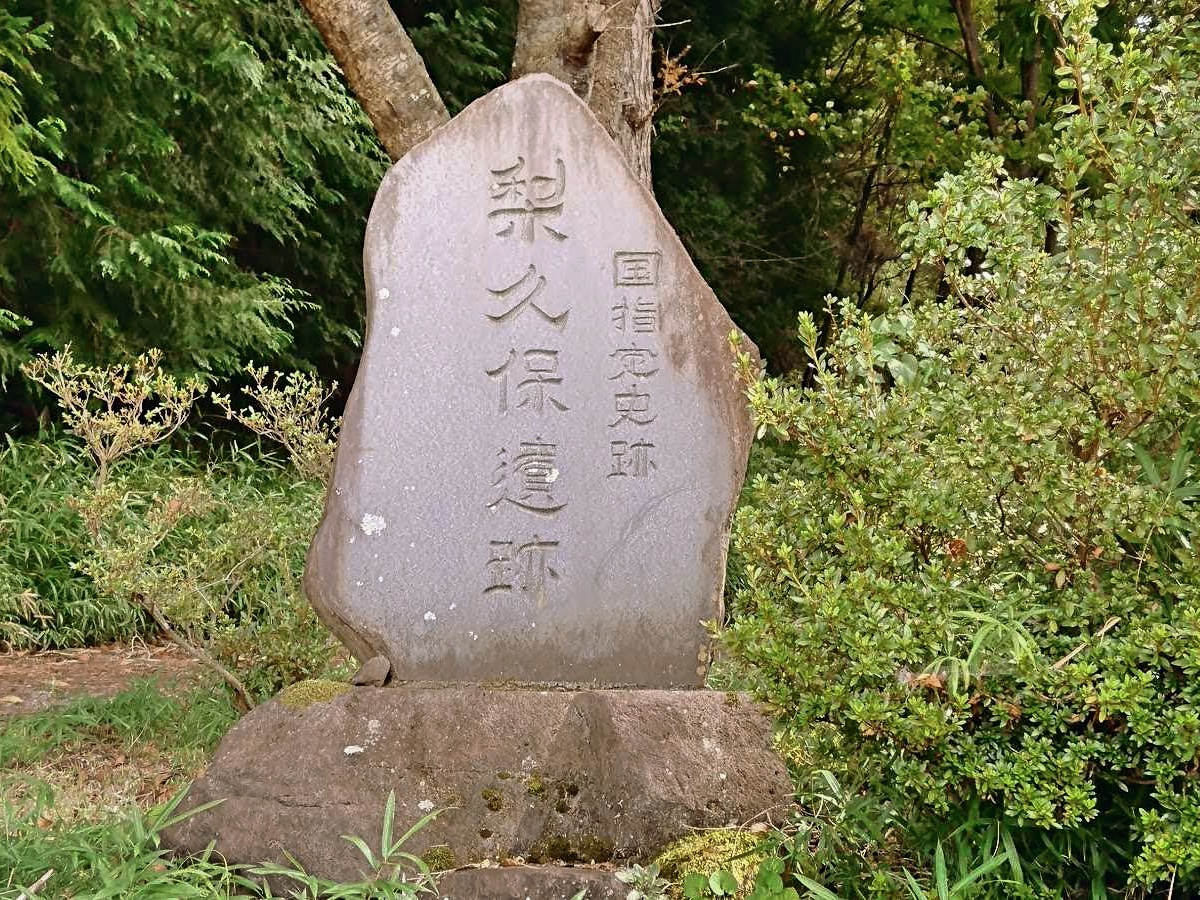
梨久保遺跡(長地梨久保)
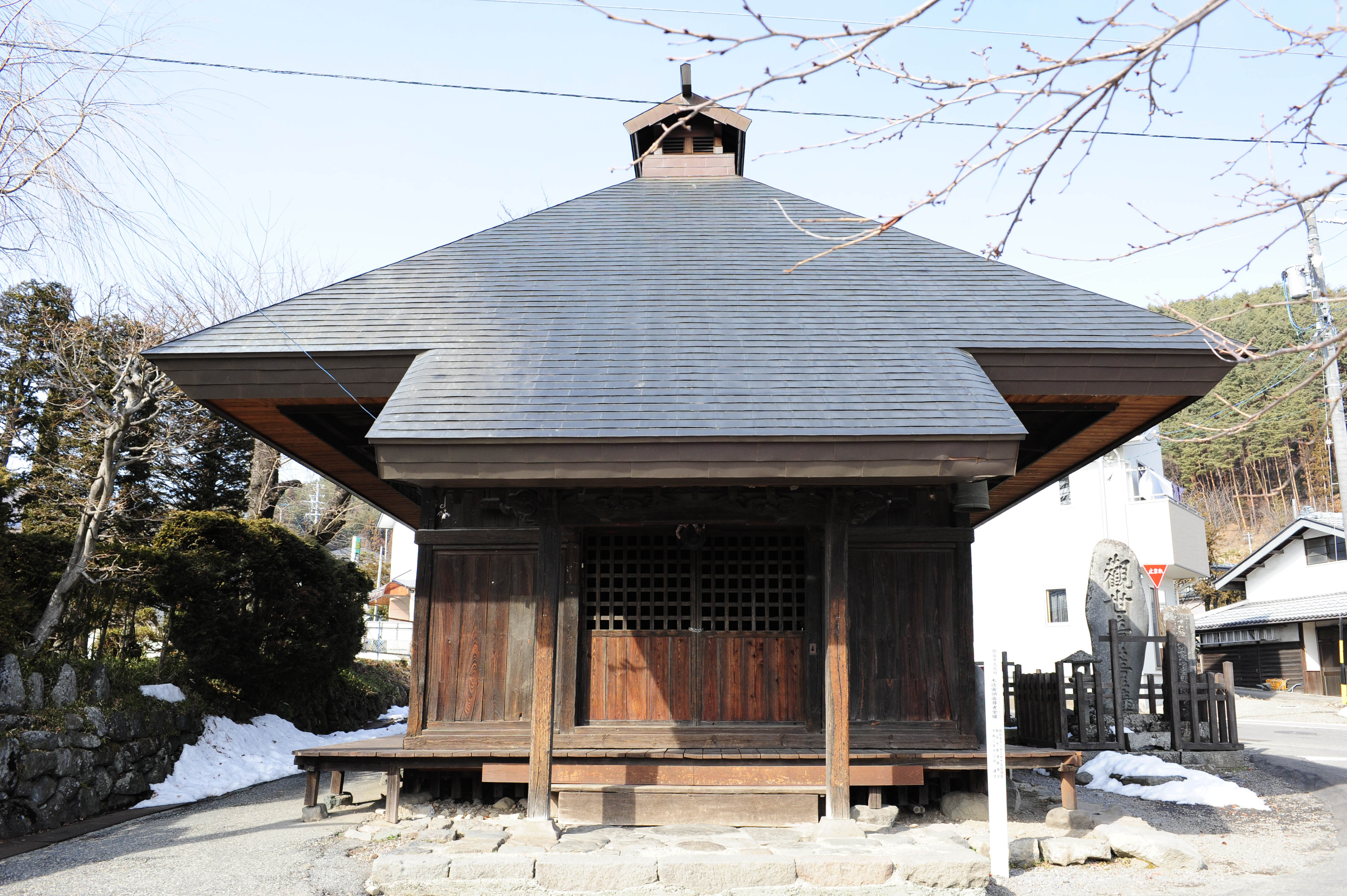
中村薬師堂(長地梨久保)
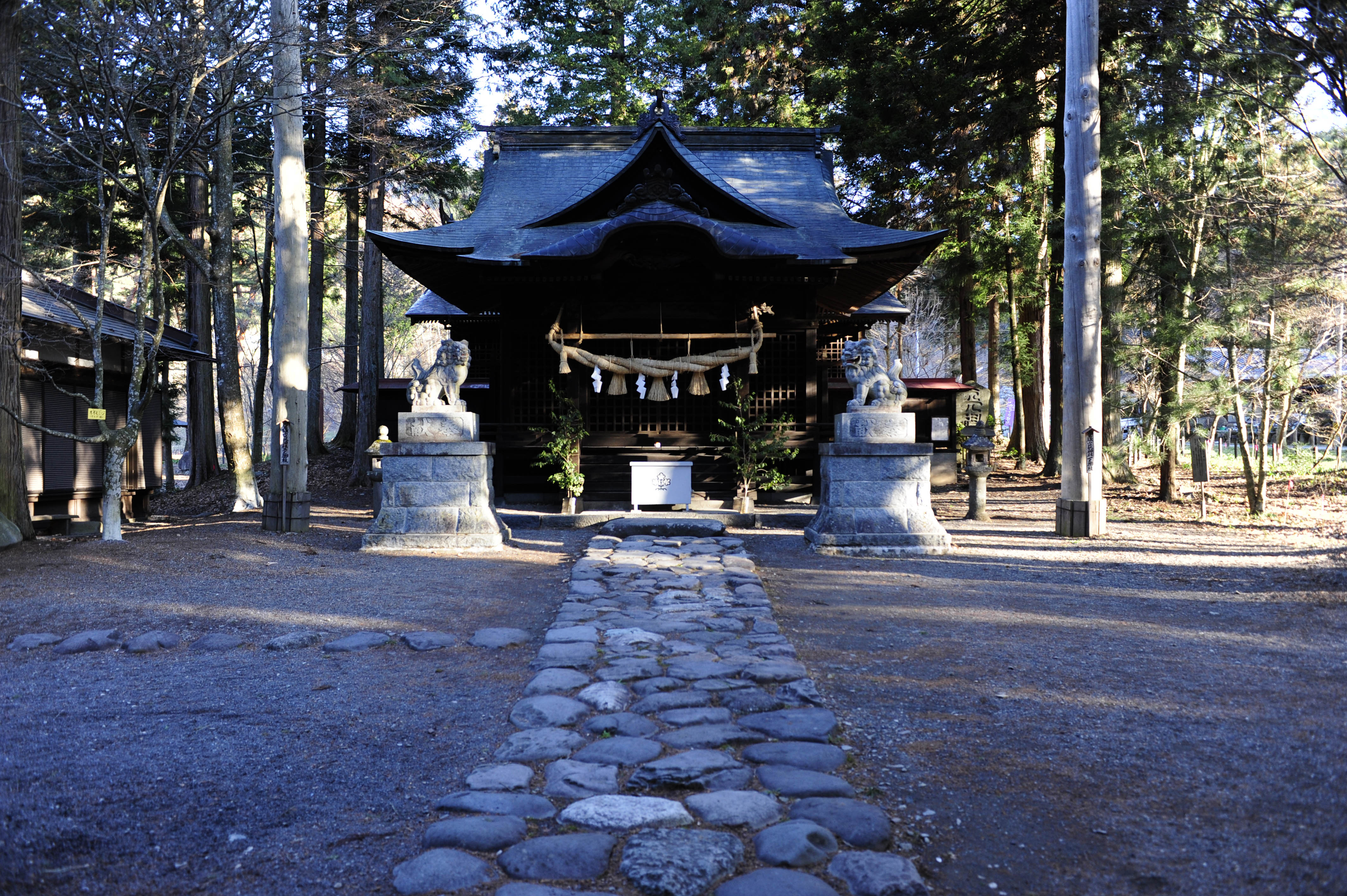
出早雄小萩神社（長地出早）
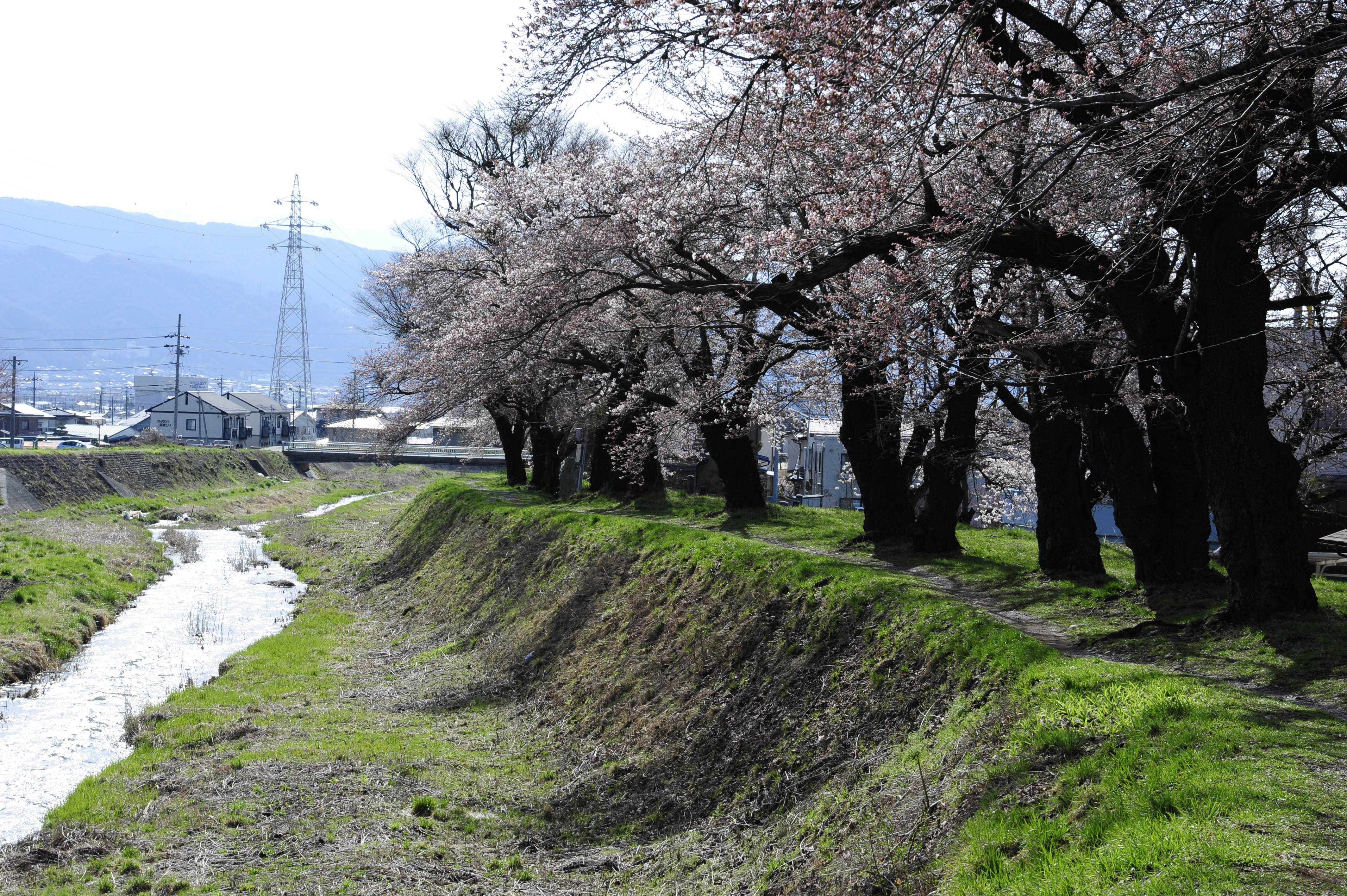
横河川桜

- 1873年（明治7年）10月9日 - 筑摩県諏訪郡東山田村・西山田村・東堀村が合併して長地村となる。
- 1876年（明治9年）8月21日 - 長野県の所属となる。
- 1889年（明治22年）4月1日 - 町村制の施行により、長地村が単独で自治体を形成。
- 1957年（昭和32年）3月25日 - 岡谷市に編入。同日長地村廃止。
- 1958年（昭和33年）7月1日 - 旧村域の一部（東町・東山田）が下諏訪町に編入。

## 地名
長地村合併前の自然村と主な集落名。(太字は現在の行政区)
- 東山田（ひがしやまだ）- 現在は下諏訪町域
  - 花田（はなだ）
  - 福澤（ふくざわ）
  - 神宮路（じんぐうじ）
- 西山田（にしやまだ）
  - 横川（よこかわ）
  - 中村（なかむら）
  - 中屋（なかや）
- 東堀
  - 東町（ひがしまち）- 現在は下諏訪町域
  - 上村（かみむら／うえむら）
  - 中町（なかまち）
  - 下村（しもむら）

## 交通

### 鉄道路線
村域を日本国有鉄道の中央本線が通過したが、駅は所在しなかった。

### 道路
- 国道20号